# Great American Ball Park

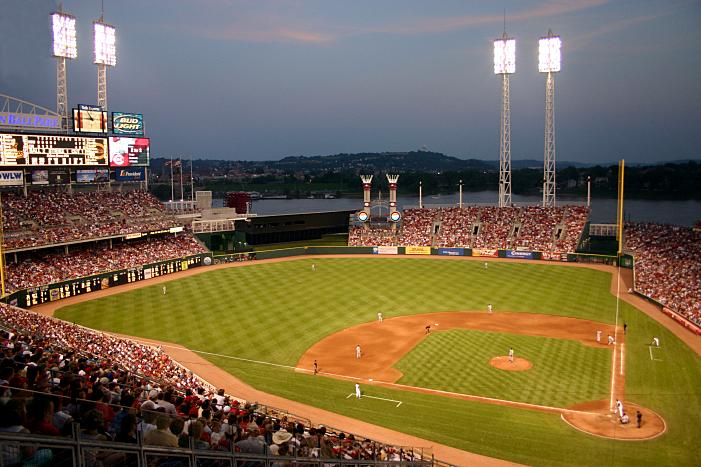
Great American Ball Park

Great American Ball Park is het honkbalstadion van de Cincinnati Reds. De ondergrond is Kentucky Bluegrass.
Het stadion staat in de stad Cincinnati in de staat Ohio. Het stadion heeft de bijnaam GABD. De jaarlijkse Major League Baseball All-Star Game werd in 2015 in het stadion gespeeld.

## Ontwerp
Great American Ball Park werd ontworpen door HOK Sport en opende op 31 maart 2003. Het bouwen en ontwerpen van het Great American Ball Park kostte $290 miljoen Amerikaanse dollar. De capaciteit van het stadion is 42.319 toeschouwers (2016).